# Sátão
Sátão és un municipi portuguès, situat al districte de Viseu, a la regió del Centre i a la subregió de Dão-Lafões. L'any 2004 tenia 13.419 habitants. Es divideix en 12 freguesias. Limita al nord amb Moimenta da Beira i Sernancelhe, a l'est ambr Aguiar da Beira, al sud amb Penalva do Castelo, a l'oest amb Viseu i al nord-oest amb Vila Nova de Paiva.

## Població
| Població del concelho de Sátão (1801 – 2004) | Població del concelho de Sátão (1801 – 2004) | Població del concelho de Sátão (1801 – 2004) | Població del concelho de Sátão (1801 – 2004) | Població del concelho de Sátão (1801 – 2004) | Població del concelho de Sátão (1801 – 2004) | Població del concelho de Sátão (1801 – 2004) | Població del concelho de Sátão (1801 – 2004) | Població del concelho de Sátão (1801 – 2004) |
| -------------------------------------------- | -------------------------------------------- | -------------------------------------------- | -------------------------------------------- | -------------------------------------------- | -------------------------------------------- | -------------------------------------------- | -------------------------------------------- | -------------------------------------------- |
| 1801                                         | 1849                                         | 1900                                         | 1930                                         | 1960                                         | 1981                                         | 1991                                         | 2001                                         | 2004                                         |
| 3416                                         | 9684                                         | 13472                                        | 14892                                        | 16824                                        | 13587                                        | 13342                                        | 13144                                        | 13419                                        |

## Freguesies
- Águas Boas
- Avelal
- Decermilo
- Ferreira de Aves
- Forles
- Mioma
- Rio de Moinhos
- Romãs
- São Miguel de Vila Boa
- Sátão
- Silvã de Cima
- Vila Longa